# Литературно-мемориальный музей Абая
Государственный историко-культурный и литературно-мемориальный музей-заповедник Абая "Жидебай-Бөрілі" — учреждение культуры, является одним из культурных очагов города Семея. Музей занимается изучением, сохранением исторических и культурных артефактов, пропагандой жизни и творчества Абая, его эпохи,  поэтического окружения и поэтического наследия. Открыт 16 октября 1940 г. в честь 95-летия Абая в г. Семей. Первоначально он был организован по адресу: ул. Абая, д. 83. В 1944-67 годах нынешняя улица Комиссара располагалась в доме 132, а в 1967 г. в связи с увеличением фонда экспонатов музея была перенесена в дом 12 по улице Ленина, который является государственным архитектурным памятником. Общее количество музейных предметов в музее-заповеднике Абая составляет 22 232 единицы. Из них основной фонд – 12 516 единиц, научно-вспомогательный – 9 716 единиц. Расположены в 11 тематических залах. «Абай. Времена года», «Мелодия степи», «Детство Абая», «Становление поэта», «Творчество Абая», «Поэтическая школа Абая», «Семья Абая», «Слова назидания», «Наследие Абая», «Мультимедийный зал», «Детская комната» представлены архивные материалы, связанные с жизнью Абая, материалы, различные документы, предметы, отражающие бытово-этнографическую жизнь казахского народа, произведения ручного и изобразительного искусства, рукописное наследие поэтов, живших в тот период, фотографии, редкие книги и др. При организации Семипалатинского историко-краеведческого музея представлены экспонаты, посвященные обычаям казахского народа, переданные Абаем собственноручно. Эти экспонаты, оставшиеся от поэта, были переданы в музей через Н. Долгополова, прибывшего в село Абай в 1885 году и внёсшего большой вклад в популяризацию казахской жизни и культуры как очень ценного и научного экспоната. Предметы, переданные Абаем, представляют быт, культуру, искусство кочевого народа. Многообразие экспонатов свидетельствует о том, что Абай систематически собирал предметы, с научной точки зрения подходя к всестороннему представлению этнографии казахского народа.

## История музея...
Государственный историко-культурный и литературно-мемориальный музей-заповедник Абая «Жидебай-Бөрілі» был организован постановлением Совнаркома Казахской ССР от 1 апреля 1940 года в канун празднования 95-летия со дня рождения поэта и открылся для посетителей 16 октября. В истории Казахстана это первый литературно-мемориальный музей.
В первые годы музей размещался в домах Бекбая Баисова (улица Абая 83, ныне улица Жамакаева) и Анияра Молдабаева(улица Комиссара 132, ныне улица Богенбай батыра). В этих домах Абай останавливался во время приездов в Семей. С 1967 года музей располагается в доме купца Романа Ершова.
В 1947-1951 гг. входил в состав Академии наук Казахской ССР. Решением Совета Министров Казахской ССР от 5 апреля 1990 года №141 преобразован в Государственный историко-культурный и литературно-мемориальный музей-заповедник имени Абая.
Накануне 150-летнего юбилея Абая, в 1990 году литературно-мемориальный музей Абая был реорганизован в Государственный историко-культурный и литературно-мемориальный музей-заповедник Абая. В его состав входят: городской комплекс и отделы, расположенные в Абайском и Уржарском районе. В городской комплекс входят: головной музей, мечеть-медресе Ахмета Ризы, административное здание.
Дом-музей Абая в Жидебае, дом-музей М.Ауэзова в Борили, экспозиция «Охотничий дом Шакарима»,  мавзолейный комплекс «Абай – Шакарим», заповедная зона площадью 6400 га, музей Кокбая Жанатаева в местности Такыр, дом-музей Шакира Абенова в селе Кундызды, находящиеся в Абайском районе и музей Асета Найманбаева, расположенный в селе Маканчи Уржарского района являются отделами заповедника-музея.
В городской комплекс входят: головной музей, мечеть-медресе Ахмета Ризы, административное здание.

## Экспозиция музея
Новая экспозиция музея в Купольном здании размещена в 11 залах. В первом зале музея Времена года представлены предметы подаренные Абаем Кунанбаевым в 1885 в казахское отделение краеведческого музея открывшегося в 1883 году в Семипалатинске через своего русского друга Н.Долгополова.
        Зал Музыка степи посвящен национальной музыке и инструментам, способных передать голос степи – родной казахской земли. Можно подойти к любому инструменту и став перед витриной прослушать его звучание по своему выбору в исполнении профессиональных исполнителей с помощью индивидуально направленного звука. 
        В зале посвященному детству Абая представлено родовое дерево – шежире, также будет показана инсталляция выполненных по известной картине художника Волощука «Юный Абай и Зере, слушающие песнь Байкокше». В зале находится стойка с тач-экраном на котором можно выбрать сказку бабушки Зере и увидеть ее в живом проекционном изображении на белом войлоке юрты. 
        Зал Становления Абая посвящен его образованию и рассказывает о тех людях, которые оказали наибольшее влияние в формировании его поэтического дара, социально-общественной позиции и философского мировоззрения.
        В этом зале расположена экспозиция посвященная его отцу Кунанбаю Ускенбайулы. Отец Абая Кунанбай оказал огромное влияние на формирование характера Абая как, целеустремленного человека и будущего общественного деятеля, дал ему возможность получить необходимое образование. 
        Также в  зале вы можно ознакомиться с образованием Абая, полученным в Семипалатинске в медресе Ахмета-Ризы с 1855 по 1859 годы и архивные данные посвящены брату Абая Халиолле Ускенбайулы. Он познакомил Абая с русской литературой. 
        Экспозиция продолжается информацией о политических ссыльных - Е.Михаэлисе, Н.Долгополове, С. Гроссе, П. Лобановском, Н.Коншине.
        В экспозиции через лед-экран можно увидеть воспоминания Турагула «Әкем Абай туралы». Также реконструкцию интерьера дома Анияра Молдабаева в котором гостил Абай, когда приезжал в Семей.
        В зале Творчества Абая музейных витринах представлены все этапы творческого пути Абая. Представлен макет дома зимовки, построенного самим Абаем в Жидебае. Можно увидеть инсталляцию, изображающую уголок старого Семипалатинска и тарантас. На таком Абай приезжал из Жидебая в гости к своим друзьям.
        Зал Поэтическая школа Абая. В двенадцати разделах музейных витрин можно ознакомиться с жизнью и литературным наследием поэтов-учеников, которые находились под непосредственным руководством учителя-поэта и продолжили традиции Абая.  А также в центре зала находится медиа зона с удобными креслами, тач-экраном для выбора поэтических произведений и возможность прослушать в наушниках стихотворения последователей и наследников Абая в исполнении профессиональных чтецов и артистов.
        В зале семьи Абая встречает инсталляция, созданная по фотографии, на которой изображены первый сын Абая Акылбай от Дильды, сам Абай Кунанбаев и сын Айгерим Турагул. Фотография была сделана в 1896 году в Семипалатинске фотографом Н.Г. Кузнецовым.
        В экспозиции представлены предметы, относящиеся к семье Абая Кунанбаева – седло Айгерим, платье и камзолы Еркежан и ювелирные украшения девушек.
        Зал Слова назидания.         В зале приглушённый свет и на стены проецируются Слова назидания. Здесь  можно задуматься о смысле цитат, проецируемых на экран.
Далее вы проходите в небольшой зал, где на стойке, расположенном в зале вы сможете получить личное назидание от Абая.     
        Зал Наследие Абая посвящён имени и наследию Абая, запечатлённому в памяти народов..
        На большом экране с помощью панели выбора вы сможете увидеть на мультимедийной карте запечатленную память имени Абая, рассмотреть памятники, музеи и здания театров, площади и проспекты названные его именем.
        На втором этаже музея оборудован мультимедийный зал для просмотра музыкальных произведений Абая, фильмов и телепередач на современном оборудовании и детская комната для изучения казахских национальных игр.
        В научно-познавательном Центре Абаеведения находятся залы «Абаеведение», «Независимость и абаеведение», «Галерея. Абай в изобразительном искусстве», «Выставочный зал». В мечеть-медресе Ахмет Ризы представлены экспозиционные залы «История медресе», «Абай и Восток», а также зал для детского творчества.